# Monitorul de Suceava
Monitorul de Suceava este un cotidian local actualizat zilnic cu știrile zilei, reportaje, informații interesante din județul Suceava. Ziarul se distribuie în întreg județul Suceava. Cotidianul Monitorul de Suceava este membru auditat BRAT.
Website-ul Monitorul de Suceava se actualizează zilnic cu informații specifice unui cotidian local. Articolele care se regăsesc în secțiunile și rubricile on-line sunt frecvent comentate și dezbătute de comunitatea locală.